# Тюрина, Анастасия Павловна
Анастасия Павловна Тюрина (род. 13 октября 2010) — российский музыкант, балалаечница, лауреат всероссийских и международных конкурсов.

## Биография
С 4 лет учится в Детской музыкальной школе № 2 им. В. К. Мержанова в Тамбове по классу балалайки у кандидата искусствоведения, лауреата премии ЦФО в области литературы и искусства Алексея Петровича Моргунова.
Лауреат большого количества всероссийских и международных конкурсов и фестивалей.
В 2016 году стала финалисткой шоу «Лучше всех» на Первом канале. В 2016 году удостоена премии Общественной палаты Тамбовской области «Общественное признание−2016». С 2016 года является постоянной участницей программ и стипендиатом Международного благотворительного фонда Владимира Спивакова.
В качестве солистки Настя в 2017 и 2018 годах выступала с Государственным камерным оркестром «Виртуозы Москвы» под управлением Владимира Спивакова на открытии XIV и XV Международного фестиваля «Москва встречает друзей», а также в Вероне (Италия) на X Евразийском экономическом форуме. В октябре 2018 года выступала в Венеции в рамках «Русских сезонов» в Италии. В 2018 году стала победителем открытого всероссийского телевизионного конкурса «Синяя птица» на канале Россия-1.
С 2019 года является стипендиатом благотворительного фонда «Новые имена» и постоянной участницей программ пианиста Дениса Мацуева.
В 2023 году стала обладателем золотой медали XXII молодёжных Дельфийских игр России. Также в 2023 году заняла второе место во втором сезоне шоу «Страна талантов» на канале НТВ.
Регулярно выступает с ведущими оркестрами русских народных инструментов страны, такими как Национальный академический оркестр народных инструментов им. Осипова, Государственный академический русский народный ансамбль «Россия» им. Л. Зыкиной, Академический оркестр русских народных инструментов им. Н. Н. Некрасова ВГТРК, Государственный академический симфонический оркестр России имени Е. Ф. Светланова, Российский национальный молодежный симфонический оркестр и др.
Выступала в Большом Кремлёвском дворце, Большом театре, концертном зале «Зарядье», Светлановском зале Московского Международного дома музыки, концертном зал им. П. И. Чайковского Московской филармонии, БКЗ «Октябрьский» (Санкт-Петербург), Филармоническом театре Вероны (Италия) и др.
Анастасия Тюрина неоднократно выступала в эфире федеральных каналов: Первый канал, Россия-1, НТВ, Россия-Культура, Карусель.